# NOAD in het seizoen 1959/60
Het seizoen 1959/1960 was het zesde jaar in het bestaan van de Tilburgse betaaldvoetbalclub NOAD. De club kwam uit in de Eerste divisie A en eindigde daarin op de derde plaats, dit betekende een plek in de nacompetitie voor promotie. Na zes wedstrijden waarin negen punten werden behaald eindigde de club op de eerste plek, waarna promotie werd behaald naar de Eredivisie.

## Wedstrijdstatistieken

### Eerste divisie A
|       | BVV   | Excelsior | Fortuna | 't Gooi | GVAV  | Helmond | HVC   | KFC   | Rigtersbleek | Stormvogels | SVV   | Veendam | Vitesse | De Volewijckers | Wageningen |
| ----- | ----- | --------- | ------- | ------- | ----- | ------- | ----- | ----- | ------------ | ----------- | ----- | ------- | ------- | --------------- | ---------- |
| Thuis | 1 – 1 | 3 – 1     | 2 – 0   | 3 – 3   | 0 – 2 | 5 – 2   | 1 – 2 | 3 – 0 | 3 – 1        | 4 – 2       | 0 – 0 | 5 – 2   | 2 – 0   | 2 – 0           | 2 – 0      |
| Uit   | 0 – 2 | 1 – 1     | 2 – 3   | 0 – 2   | 0 – 1 | 1 – 0   | 2 – 1 | 2 – 0 | 0 – 2        | 3 – 4       | 2 – 2 | 0 – 1   | 6 – 1   | 2 – 2           | 2 – 2      |

### Nacompetitie
| Nacompetitie                                                                                             | VSV                                                                                              | 1 – 2 (0 – 1) | NOAD                                                       |
| 26 mei 1960 Plaats: Velsen Schoonenberg Toeschouwers: 9.000 Scheidsrechter: Andries van Leeuwen          | Ger Farenhorst 65'                                                                               |               | 40' Nico de Bruijn 86' Gerrit Wilborts                     |
| Nacompetitie                                                                                             | NOAD                                                                                             | 2 – 1 (0 – 0) | D.F.C.                                                     |
| 29 mei 1960 Plaats: Tilburg Gemeentelijk Sportpark Toeschouwers: 12.000 Scheidsrechter: Joop Martens     | Nico de Bruijn 66' Frits Louer 87'                                                               |               | 84' Wim de Kreek                                           |
| Nacompetitie                                                                                             | Vitesse                                                                                          | 1 – 0 (1 – 0) | NOAD                                                       |
| 1 juni 1960 Plaats: Arnhem Nieuw-Monnikenhuize Toeschouwers: 14.000 Scheidsrechter: Dirk van Male        | Leo de Kleermaeker 32'                                                                           |               |                                                            |
| Nacompetitie                                                                                             | NOAD                                                                                             | 1 – 1 (0 – 1) | Vitesse                                                    |
| 6 juni 1960 Plaats: Tilburg Gemeentelijk Sportpark Toeschouwers: 12.000 Scheidsrechter: Leo Horn         | Wim van der Kruk 81' (e.d.)                                                                      |               | 24' Leo de Kleermaeker                                     |
| Nacompetitie                                                                                             | NOAD                                                                                             | 6 – 1 (3 – 0) | VSV                                                        |
| 12 juni 1960 Plaats: Velsen Gemeentelijk Sportpark Toeschouwers: 7.000 Scheidsrechter: Huib van den Berg | Piet Ebbing 1' Johnny van der Velde 6', 53' Jan Rombout 24' Tini van Osch 80' Nico de Bruijn 82' |               | 70' Ger Farenhorst                                         |
| Nacompetitie                                                                                             | D.F.C.                                                                                           | 2 – 3 (1 – 1) | NOAD                                                       |
| 19 juni 1960 Plaats: Dordrecht Krommedijk Toeschouwers: 11.000 Scheidsrechter: Dirk van Male             | Bertus Los 33' Joop van Linstee 77'                                                              |               | 17' Jan Rombout 53' Johnny van der Velde 82' Tini van Osch |

## Statistieken NOAD 1959/1960

### Eindstand NOAD in de Nederlandse Eerste divisie A 1959 / 1960
| Stand | Gespeeld | Gewonnen | Gelijk | Verloren | Punten | Doelpunten voor | Doelpunten tegen |
| ----- | -------- | -------- | ------ | -------- | ------ | --------------- | ---------------- |
| 3e    | 30       | 17       | 7      | 6        | 41     | 60              | 39               |

### Topscorers
| #      | Naam                 | Goal |
| ------ | -------------------- | ---- |
| 1.     | Frits Louer          | 15   |
| 2.     | Dirk Lammers         | 12   |
| 3.     | Johnny van der Velde | 11   |
| 4.     | Nico de Bruijn       | 6    |
| 4.     | Tini van Osch        | 6    |
| 6.     | Gerrit Wilborts      | 5    |
| 7.     | Piet Dankers         | 4    |
| 8.     | Jan Rombout          | 1    |
| Totaal | Totaal               | 60   |

| #              | Naam                       | Goal |
| -------------- | -------------------------- | ---- |
| 1.             | Nico de Bruijn             | 3    |
| 1.             | Johnny van der Velde       | 3    |
| 3.             | Tini van Osch              | 2    |
| 3.             | Jan Rombout                | 2    |
| 5.             | Piet Ebbing                | 1    |
| 5.             | Frits Louer                | 1    |
| 5.             | Gerrit Wilborts            | 1    |
| Eigen doelpunt |                            |      |
| –              | Wim van der Kruk (Vitesse) | 1    |
| Totaal         | Totaal                     | 14   |